# إدواردو كامافينغا
إدواردو سيلمي كامافينغا (بالفرنسية: Eduardo Celmi Camavinga) (مواليد 10 نوفمبر 2002) هو لاعب كرة قدم فرنسي يلعب كلاعب وسط مع نادي ريال مدريد في الدوري الإسباني. ولد في أنغولا، ويُمثّل المنتخب الفرنسي دوليًّا.

## النشأة
وُلد كامافينغا في مخيم للاجئين في ميكونج، أنغولا في عام 2002، لأبوين كونغوليين فرّا من كينشاسا. لديه خمسة أشقاء. انتقلت عائلته إلى فرنسا عندما كان في الثانية من عمره. انتقلوا إلى فوجير حيث نشأ. مارس الجودو لفترة قبل أن يتخلى عنها للتركيز فقط على كرة القدم. في عام 2013، تم إحراق منزل عائلة كامافينغا، مما أدى إلى تدمير معظم ممتلكات العائلة، ادعى إدواردو أن هذا كان الدافع الذي دفعه إلى ممارسة مهنة في كرة القدم.
في 7 يوليو 2020، حصل على الباكالوغيا الاقتصادية والاجتماعية.

## مسيرة الكروية

### ستاد رين
كان كامافينغا جزءًا من شباب ستاد رين منذ سن 11. وقع أول عقد احترافي له في 14 ديسمبر 2018 عن عمر يناهز 16 عامًا وشهر واحد ليصبح أصغر لاعب محترف في تاريخ النادي. شارك لأول مرة مع رين في مباراة انتهت بالتعادل 3–3 في الدوري الفرنسي مع أنجيه في 6 أبريل 2019، ليصبح أصغر لاعب يلعب لفريق رين الأول بعمر 16 عامًا وأربعة أشهر.
في 18 أغسطس 2019، قام كامافينغا بتمريرة حاسمة وحصل على جائزة رجل المباراة في الفوز 2–1 على باريس سان جيرمان. سجل هدفه الأول مع رين في الفوز 1–0 على ليون في 15 ديسمبر 2019 في الدقيقة 89 من المباراة.
في دوري أبطال أوروبا 2020–21، شارك في أربع مباريات لرين ضد كراسنودار وتشيلسي وإشبيلية.

### ريال مدريد
في 31 أغسطس 2021، أعلن ريال مدريد توقيع كامافينغا عقدًا حتى 30 يونيو 2027 قادمًا من نادي ستاد رين. شارك لأول مرة في مباراة الفوز 5–2 على سيلتا فيغو في 12 سبتمبر 2021، حيث سجل هدفًا بعد فترة وجيزة من دخوله من مقاعد البدلاء. في 15 سبتمبر، شارك لأول مرة في دوري أبطال أوروبا مع الفريق؛ حيث دخل كبديل متأخر، واستطاع صناعة هدف رودريغو الذي منح الفوز لفريقه.

## مسيرته الدولية
وُلد كامافينغا في كابيندا في أنغولا وانتقل إلى فرنسا وهو في الثانية من عمره. في 5 نوفمبر 2019 حصل على الجنسية الفرنسية. في 11 نوفمبر 2019، تم اختيار كامافينغا لتمثيل منتخب فرنسا تحت 21 عامًا ضد منتخبي جورجيا وسويسرا.
في 27 أغسطس 2020، تم استدعاء كامافينغا لقائمة المنتخب الفرنسي الأول بعد إصابة بول بوغبا بفايروس كورونا. وبذلك، أصبح أصغر لاعب يتم استدعاؤه للمنتخب الفرنسي الأول منذ رينيه جيرار في عام 1932 الذي كان يبلغ من العمر 17 عامًا وتسعة أشهر و 17 يومًا فقط. في 8 سبتمبر، شارك لأول مرة في فوز 4–2 على كرواتيا في دوري الأمم الأوروبية 2020–21، بديلاً لنغولو كانتي منتصف الشوط الثاني. وبذلك أصبح أصغر لاعب يلعب للمنتخب الفرنسي منذ موريس جاستيجر في عام 1914 بعمر 17 عامًا وتسعة أشهر و29 يومًا.
في 7 أكتوبر 2020، بدأ كامافينغا أول مباراة له مع فرنسا في فوز 7–1 على أوكرانيا حيثُ سجل هدفه الدولي الأول وافتتح التسجيل جعله هذا أصغر لاعب يُسجل لمنتخب فرنسا منذ موريس جاستيجر في عام 1914.
في 25 يونيو 2021، تم اختيار كامافينغا في قائمة منتخب فرنسا المكونة من 18 لاعبًا لدورة الألعاب الأولمبية الصيفية في عام 2021. لكن تم استبعاده لاحقًا من القائمة بسبب اعتراض نادي رين.

## الإحصائيات

### النادي
آخر تحديث 12 أبريل 2023.
| النادي     | الموسم   | الدوري                        | الدوري | الدوري  | الكأس الوطني | الكأس الوطني | كأس الدوري | كأس الدوري | أوروبا | أوروبا  | أخرى   | أخرى    | المجموع | المجموع |
| النادي     | الموسم   | الدرجة                        | الظهور | الأهداف | الظهور       | الأهداف      | الظهور     | الأهداف    | الظهور | الأهداف | الظهور | الأهداف | الظهور  | الأهداف |
| ---------- | -------- | ----------------------------- | ------ | ------- | ------------ | ------------ | ---------- | ---------- | ------ | ------- | ------ | ------- | ------- | ------- |
| ستاد رين ب | 2018–19  | الدوري الفرنسي الدرجة الخامسة | 13     | 4       | —            | —            | —          | —          | —      | —       | —      | —       | 13      | 4       |
| ستاد رين   | 2018–19  | الدوري الفرنسي                | 7      | 0       | 0            | 0            | 0          | 0          | 0      | 0       | —      | —       | 7       | 0       |
| ستاد رين   | 2019–20  | الدوري الفرنسي                | 25     | 1       | 5            | 0            | 1          | 0          | 4      | 0       | 1      | 0       | 36      | 1       |
| ستاد رين   | 2020–21  | الدوري الفرنسي                | 35     | 1       | 0            | 0            | —          | —          | 4      | 0       | —      | —       | 39      | 1       |
| ستاد رين   | 2021–22  | الدوري الفرنسي                | 3      | 0       | 0            | 0            | —          | —          | 2      | 0       | —      | —       | 5       | 0       |
| ستاد رين   | المجموع  | المجموع                       | 70     | 2       | 5            | 0            | 1          | 0          | 10     | 0       | 1      | 0       | 87      | 2       |
| ريال مدريد | 2021–22  | الدوري الإسباني               | 26     | 2       | 3            | 0            | —          | —          | 10     | 0       | 1      | 0       | 40      | 2       |
| ريال مدريد | 2022–23  | الدوري الإسباني               | 28     | 0       | 5            | 0            | —          | —          | 8      | 0       | 5      | 0       | 46      | 0       |
|            | المجموع  | المجموع                       | 54     | 2       | 8            | 0            | —          | —          | 18     | 0       | 6      | 0       | 86      | 2       |
| الإجمالي   | الإجمالي | الإجمالي                      | 138    | 8       | 13           | 0            | 1          | 0          | 28     | 0       | 7      | 0       | 187     | 8       |

1. 1 2

### المنتخب
آخر تحديث 27 مارس 2023.
| المنتخب | العام   | الظهور | الأهداف |
| ------- | ------- | ------ | ------- |
| فرنسا   | 2020    | 3      | 1       |
| فرنسا   | 2021    | 3      | 0       |
| فرنسا   | 2023    | 2      | 0       |
| المجموع | المجموع | 8      | 1       |

| # | التاريخ       | المكان                      | م. | الخصم    | الهدف | النتيجة | المسابقة |
| - | ------------- | --------------------------- | -- | -------- | ----- | ------- | -------- |
| 1 | 7 أكتوبر 2020 | ملعب فرنسا، سان دوني، فرنسا | 2  | أوكرانيا | 1–0   | 7–1     | ودية     |

## الإنجازات
ريال مدريد
- الدوري الإسباني: 2021–22،[33] 2023–24[34]
- كأس السوبر الإسباني: 2021–22،[35] 2023–24[36]
- دوري أبطال أوروبا: 2021–22،[37] 2023–24[38]
- كأس السوبر الأوروبي: 2022،[39] 2024[40]
- كأس العالم للأندية: 2022[41]
- كأس القارات للأندية: 2024.[42]

الفردية
- لاعب الشهر في الدوري الفرنسي: أغسطس 2019.[43]
- فريق العام تحت 20 سنة من الاتحاد الدولي لتاريخ وإحصاءات كرة القدم[الإنجليزية]: 2020،[44] 2021[45]

## وصلات خارجية
- إدواردو كامافينجا على موقع الاتحاد الأوربي (الإنجليزية)
- إدواردو كامافينجا على موقع رابطة كرة القدم الفرنسية للمحترفين (الإنجليزية)
- إدواردو كامافينجا على موقع إي إس بي إن إف سي (الإنجليزية)
- إدواردو كامافينجا على موقع قاعدة بيانات كرة القدم.إي يو (الإنجليزية)
- إدواردو كامافينجا على موقع ليكيب (الفرنسية)
- إدواردو كامافينجا على موقع ناشيونال فوتبول تيمز (الإنجليزية)
- إدواردو كامافينجا على موقع Soccerbase.com (لاعب) (الإنجليزية)
- إدواردو كامافينجا على موقع Soccerway.com (الإنجليزية)
- إدواردو كامافينجا على موقع عالم كرة القدم.نت (الإنجليزية)
- إدواردو كامافينجا على موقع كووورة